# Mistrzostwa Ameryki Południowej w Piłce Siatkowej Kobiet 2005
XXVI Mistrzostwa Ameryki Południowej w piłce siatkowej kobiet odbyły się w 2005 roku w La Paz w Boliwii. W mistrzostwach wystartowało 7 reprezentacji. Mistrzem została po raz czternasty reprezentacja Brazylii.

## Klasyfikacja końcowa
| Miejsce | Reprezentacja |
| ------- | ------------- |
|         | Brazylia      |
|         | Peru          |
|         | Argentyna     |
| 4.      | Wenezuela     |
| 5.      | Urugwaj       |
| 6.      | Boliwia       |
| 7.      | Chile         |